# Boniface Mweresa
Boniface Ontuga Mweresa (* 13. November 1993 in Nyamira) ist ein kenianischer Sprinter, der sich auf den 400-Meter-Lauf spezialisiert hat. 2015 siegte er mit der kenianischen 4-mal-400-Meter-Staffel bei den Afrikaspielen in Brazzaville.

## Sportliche Laufbahn
Erste internationale Erfahrungen sammelte Boniface Mweresa bei den Juniorenweltmeisterschaften 2012 in Barcelona, bei denen er mit 46,50 s den siebten Platz im 400-Meter-Lauf belegte. Anschließend nahm er mit der kenianischen 4-mal-400-Meter-Staffel an den Olympischen Spielen in London teil und wurde dort im Vorlauf wegen einer Kollision disqualifiziert. 2015 nahm er an den World Relays auf den Bahamas teil und wurde dort mit der 4-mal-400-Meter-Staffel erneut im B-Finale disqualifiziert. Bei den Afrikaspielen in Brazzaville gewann er im Einzelbewerb über 400 Meter in 45,01 s die Silbermedaille hinter dem Botswaner Isaac Makwala. Zudem gewann er mit der Staffel in 3:00,34 min die Goldmedaille. 2016 qualifizierte er sich für die Hallenweltmeisterschaften in Portland, bei denen er im Finale mit 46,86 s den fünften Platz belegte. Bei den Afrikameisterschaften in Durban gewann er in 3:04,25 min die Silbermedaille mit der Staffel hinter Botswana.
2017 gewann er bei den World Relays das B-Finale mit der 4-mal-400-Meter-Staffel und qualifizierte sich für die Weltmeisterschaften in London, bei denen er mit 45,93 s im Halbfinale ausschied. 2018 nahm er erneut an den Commonwealth Games im australischen Gold Coast teil und erreichte dort das Halbfinale über 400 Meter. Zudem wurde er mit der kenianischen Stafette im Finale disqualifiziert, nachdem die Staffel zuerst als Drittplatzierte eingelaufen war. 2022 belegte er bei den Commonwealth Games in Birmingham in 44,96 s den vierten Platz im Einzelbewerb und gewann mit der Staffel in 3:02,41 min gemeinsam mit Wiseman Mukhobe, Mike Mokamba und William Rayian die Bronzemedaille hinter den Teams aus Trinidad und Tobago und Botswana. Im Jahr darauf schied er dann bei den Weltmeisterschaften in Budapest mit 45,91 s in der ersten Runde über 400 Meter aus. 2024 belegte er bei den Hallenweltmeisterschaften in Glasgow in 3:06,71 min den vierten Platz im Staffelbewerb und stellte damit einen neuen Afrikarekord auf. Im Mai wurde er bei den World Athletics Relays auf den Bahamas in 3:04,83 Vierter im A-Lauf in der 2. Qualifikationsrunde über 4-mal 400 Meter für die Olympischen Spiele in Paris und verpasste damit eine Direktqualifikation. Anschließend belegte er bei den Europameisterschaften in Douala in 45,62 s den vierten Platz über 400 Meter. Im August verpasste er bei den Olympischen Sommerspielen in Paris mit 3:13,13 min den Finaleinzug in der Mixed-Staffel.
2023 wurde Mweresa kenianischer Meister im 200-Meter-Lauf.

## Persönliche Bestzeiten
- 100 Meter: 10,37 s (0,0 m/s), 25. Mai 2023 in Nairobi
- 200 Meter: 20,76 s (−0,3 m/s), 29. April 2023 in Gaborone
- 400 Meter: 44,96 s, 7. August 2022 in Birmingham
  - 400 Meter (Halle): 46,33 s, 18. März 2016 in Portland